# Miss Slovenije 2005
Miss Slovenije 2005 je bilo lepotno tekmovanje, ki je potekalo 17. septembra 2005 v Linhartovi dvorani Cankarjevega doma v Ljubljani.
Novost tekmovanja je bila razglasitev miss simpatičnosti, ki so jo izbrale tekmovalke. Izbrali so še 6 superfinalist.
Voditelja sta bila Boštjan Romih in Nina Vidovič.
Med finalistkami je bila Manca Zver, hči Milana Zvera, vidnega člana stranke SDS.

## Finale

### Uvrstitve in nagrade
- Zmagovalka in miss interneta Sanja Grohar, 21 let, študentka, Kranj, dobila je avto Peugeot 1007
- 1. spremljevalka Aneta Salihovič, 19 let, zobotehnik, Ljubljana
- 2. spremljevalka Katja Cuderman, 22 let, študentka, Preddvor
- Miss simpatičnosti Tatjana Caf, 20 let, študentka, Ptuj
- Miss ONA Manca Zver, 20 let, dijakinja, Ljubljana
- Miss fotogeničnosti Maja Kovač, 20 let, študentka, Ljubljana

Viri

### Glasbeniki
Nastopili so Atomik Harmonik, Make-up 2, Rudolf Gas in Massimo Savić.

### Žirija
Med člani sta bili Polona in Špela Jambrek, takratni voditeljici oddaje E+ na Kanalu A, ki sta bolj znani kot hčeri Petra Jambreka.

### Sponzorji in sodelavci
Stilista sta bila Zoran Garevski in Nataša Peršuh, scenografka je bila Anastasia Korsič, koreograf Miha Lampič, scenarist pa Igor Bratož.
Tekmovalke so predstavile kopalke in perilo znamke Lisca Sevnica, oblačila znamke Rašica, obutev znamk Peko, Kopitarna Sevnica in Alpina ter nakit Zlatarne Celje.

## Miss sveta 2005
Svetovni izbor je bil 10. decembra v letovišču Sanya na Kitajskem.
Groharjeva se je tam predstavila v obleki oblikovalke Urše Drofenik, na dobrodelno licitacijo pa je odnesla kip Poljub Jožeta Töninga.